# Lista över insjöar i Grästorps kommun
Detta är en lista över sjöar i Grästorps kommun baserad på sjöns utloppskoordinat. Om någon sjö saknas, kontrollera grannkommunens lista eller kategorin Insjöar i Grästorps kommun.

## Lista
| Namn     | Koordinat                                     | Sjöid         | VYID          | Yta (km²) | Strandlinje (km) | Höjd (m) | Maxdjup (m) | Volym (m³) | HARO   | Natura 2000 |
| -------- | --------------------------------------------- | ------------- | ------------- | --------- | ---------------- | -------- | ----------- | ---------- | ------ | ----------- |
| Alsjön   | 58°18′50″N 12°30′10″Ö / 58.31395°N 12.50264°Ö | 647050-130644 | 647037-130647 | 0,0557    | 0,972            | 112,9    |             |            | 108000 |             |
| Lillsjön | 58°18′46″N 12°29′57″Ö / 58.31287°N 12.49915°Ö | 647026-130626 |               |           |                  |          |             |            | 108000 |             |
|          | 58°19′26″N 12°29′26″Ö / 58.32397°N 12.49060°Ö | 647152-130582 |               | 0,0569    | 1,32             | 112      |             |            | 108000 | -           |